# York, Western Australia
York är en ort i Australien. Den ligger i kommunen York och delstaten Western Australia, omkring 86 kilometer öster om delstatshuvudstaden Perth. Antalet invånare är 2 090.
Trakten runt York är nära nog obefolkad, med mindre än två invånare per kvadratkilometer.. York är det största samhället i trakten. 
Trakten runt York består till största delen av jordbruksmark. Genomsnittlig årsnederbörd är 633 millimeter. Den regnigaste månaden är september, med i genomsnitt 108 mm nederbörd, och den torraste är december, med 13 mm nederbörd.